# White Light/White Heat
White Light/White Heat (срп. Бело светло/бела топлота) је други студијски албум америчког рок бенда The Velvet Underground. То је био последњи студијски снимак бенда у којему је учествовао басиста и један од оснивача бенда, Џон Кејл.

## Позадина
Након комерцијалног неуспеха првог албума групе, The Velvet Underground & Nico, однос између чланова групе и Ендија Ворхола се погоршао. Били су на турнеји већим делом 1967. Велики број њихових наступа уживо је укључивао гласну импровизацију, која ће постати кључни елемент на White Light/White Heat-у.  Бенд је отпустио Ворхола, растао се са Нико, и снимио свој други албум са Томом Вилсоном као продуцентом.

## Снимање
Албум је снимљен за само два дана, у видљиво другачијем стилу него онакав како је био заступлљен на претходном албуму. Деценијама након објаве, Џон Кејл је описао White Light/White Heat као "веома бесан album... Први је имао лепоту и нежност. Други је свесно био  анти-лепота." Стерлинг Морисон је рекао: "Сви смо вукли у истом правцу. Можда смо једни друге вукли низ литицу, али смо сви дефинитивно ишли у истом правцу."

## Списак песама
Све нумере је написао Лу Рид осим тамо где је наведено.
| №               | Назив                     | Текст                                        | Трајање |  |
| 1.              | "White Heat/White Light"  |                                              | 2:47    |  |
| 2.              | "The Gift"                | Рид, Стерлинг Морисон, Џон Кејл, Морин Такер | 8:18    |  |
| 3.              | "Lady Godiva's Operation" |                                              | 4:56    |  |
| 4.              | "Here She Comes Now"      | Рид, Морисон, Кејл                           | 2:04    |  |
| Укупно трајање: | Укупно трајање:           | Укупно трајање:                              | 18:05   |  |

| №               | Назив                      | Текст                     | Трајање |  |
| 1.              | "I Heard Her Call My Name" |                           | 4:38    |  |
| 2.              | "Sister Ray"               | Рид, Морисон, Кејл, Такер | 17:28   |  |
| Укупно трајање: | Укупно трајање:            | Укупно трајање:           | 22:06   |  |